# Baloncesto Superior Nacional 2001
La Baloncesto Superior Nacional 2001 è stata la 72ª edizione della Baloncesto Superior Nacional, la massima lega di basket portoricana.

## Squadre partecipanti
- Atl. de San Germán
- Brujos de Guayama
- Cang. de Santurce
- Cap. de Arecibo
- Criollos de Caguas
- Gallitos de Isabela
- Gig. de Carolina
- Indios Mayagüez
- Leones de Ponce
- Marat. de Coamo
- Piratas de Queb.
- Poll. de Aibonito
- Titanes de Morovis
- Vaq. de Bayamón

## Regular Season

### Classifica
|     | Squadra             | G  | V  | P  |
| --- | ------------------- | -- | -- | -- |
| 1.  | Cang. de Santurce   | 24 | 20 | 4  |
| 2.  | Vaq. de Bayamón     | 25 | 18 | 7  |
| 3.  | Atl. de San Germán  | 25 | 17 | 8  |
| 4.  | Criollos de Caguas  | 25 | 16 | 9  |
| 5.  | Poll. de Aibonito   | 24 | 15 | 9  |
| 6.  | Indios Mayagüez     | 24 | 15 | 9  |
| 7.  | Leones de Ponce     | 24 | 15 | 9  |
| 8.  | Piratas de Queb.    | 24 | 14 | 10 |
| 9.  | Marat. de Coamo     | 23 | 10 | 13 |
| 10. | Cap. de Arecibo     | 24 | 10 | 14 |
| 11. | Titanes de Morovis  | 23 | 6  | 17 |
| 12. | Gallitos de Isabela | 24 | 5  | 19 |
| 13. | Brujos de Guayama   | 24 | 4  | 20 |
| 14. | Gig. de Carolina    | 23 | 3  | 20 |

## Vincitore
| Campione BSN 2001                   |
| ----------------------------------- |
| Cangrejeros de Santurce (6º titolo) |

## Statistiche
| Categoria         | Giocatore        | Squadra                 | Stat |
| ----------------- | ---------------- | ----------------------- | ---- |
| Punti per gara    | Anthony Farmer   | Criollos de Caguas      | 21,8 |
| Rimbalzi per gara | Nick Davis       | Titanes de Morovis      | 18,0 |
| Assist per gara   | Christian Dalmau | Atleticos de San German | 8,0  |

## Premi
- BSN Most Valuable Player: Monti Wilson, Polluelos de Aibonito
- BSN Coach of the Year: Jose Martinez, Polluelos de Aibonito
- BSN Most Improved Player of the Year: Mickey Liepez, Polluelos de Aibonito
- BSN Rookie of the Year: Luis Rivas, Criollos de Caguas